# Пам'ятник воїнам 8-ї повітряної армії
Пам'ятник воїнам Восьмої повітряної армії — пам'ятник у Севастополі, розташований у Малаховому кургані. Автори — капітан А. О. Синельов, інженер-капітан В. П. Корольов.

## Опис
Монумент є штучною похилою скелею, на вершині якої встановлено металевий макет літака-винищувача Як-3, спрямованого вгору. Загальна висота пам'ятника становить близько 5 метрів.

## Історія
Спочатку пам'ятник був збудований у період з 3 по 12 липня 1944 року з дикого каменю та щебеню на цементному розчині.
У період із 1990 по травень 1994 року пам'ятник проходив принципову реконструкцію. Під час цього процесу стару конструкцію з каменю та щебеню було розібрано, і на новому місці, розташованому за 17 кілометрів на південний захід від початкового, було зведено нову структуру, виготовлену з масивних блоків сірого граніту (габро). Також було встановлено новий макет літака Як-3 та оновлено меморіальну латунну дошку з іменами творців пам'ятника. Конструкція була розгорнута на 90 градусів у напрямі півночі. Роботи виконували будівельний кооператив «Херсонес» за проектом Ю. Н. Цуліна.
На північній стороні пам'ятника встановлена бронзова дошка з написом: «Минуть століття, але ніколи не згасне слава героїв-льотчиків, які загинули за визволення Криму» (рос. Пройдут века, но никогда не померкнет слава героев-летчиков, павших за освобождение Крыма). Біля західної частини пам'ятника розміщено три меморіальні плити із сірого полірованого граніту розміром 2х1 метри, на яких висічені назви військових об'єднань, з'єднань та частин 8-ї повітряної армії, які брали участь у Кримської операції.
Після завершення реконструкції пам'ятник було відкрито 7 травня 1994 року у присутності ветеранів 8-ї повітряної армії, зокрема й автора проекту пам'ятника В. П. Корольова.